# Ola Englund
Ola Englund (27 settembre 1981) è un chitarrista, produttore discografico, youtuber e imprenditore svedese, fondatore dell'azienda produttrice di chitarre Solar Guitars.

## Biografia
Incomincia a suonare la chitarra in band locali della scena metal di Stoccolma già all'età di 15 anni, registrando alcune demo autoprodotte con la sua prima band nel 1996. Nel corso degli anni entra a far parte di vari gruppi, tra i quali Scarpoint, Facing Death, Subcyde e Sorcerer, e comincia a produrre e mixare album anche per altre band. Nel 2007 fonda il gruppo death/groove Feared, nel quale include subito il cantante di origini brasiliane Mario Ramos, incontrato per caso a Stoccolma. Nel 2012 viene contattato dai Six Feet Under, che lo invitano a unirsi alla formazione. Nel 2013 lascia il gruppo e si unisce ai The Haunted, gruppo fondato nel 1996 da ex membri degli At the Gates e ormai meno impegnati sul piano delle esibizioni dal vivo, dopo aver registrato un album in studio e aver partecipato a diversi tour internazionali con i Six Feet Under. Ciò gli consente di dedicarsi a pieno alla Solar Guitars, la sua azienda costruttrice di chitarre fondata nel 2017, e alla sua attività di youtuber, con diversi show regolari come Sunday with Ola (che raggiungerà nel 2022 i 100 episodi e nel 2024 i 200), il popolare Will It Chug? nel quale testa equipaggiamenti e strumenti musicali e Coffee with Ola, durante il quale intervista personalità della scena heavy metal internazionale; come conseguenza del successo riscosso dal suo canale YouTube, riceverà più volte il premio come Personalità Internet dell'anno, Artista del mese e l'inclusione in altri sondaggi di popolarità simili. Nel 2019 pubblica il suo primo album da solista, Master of the Universe, seguito da Starzinger nel 2021; entrambi gli album sono strumentali e suonati interamente da Englund stesso. Nel 2023 avvia il progetto The Chug Project, attraverso il quale registra e pubblica tracce complete utilizzando i riff di apertura da lui realizzati per gli episodi di Sunday with Ola. Per tutto il mese di gennaio 2025 si imbarca nel suo primo tour da solista con i colleghi youtuber e musicisti Bernth e Charles Berthoud.

## Discografia

### Solista
Album in studio
- 2019 – Master of the Universe
- 2021 – Starzinger
- 2023 – The Chug Project Vol 1
- 2023 – The Chug Project Vol 2
- 2024 – The Chug Project Vol 3

Raccolte
- 2021 – Sunday with Ola Riffs 1

Singoli
- 2020 – The Sun & the Moon
- 2020 – Stars & Ponies
- 2023 – The First of Its Kind
- 2023 – Live in You
- 2023 – Anger Management
- 2023 – Deku Smash Hellmike
- 2024 – Your Shit Is Ass
- 2024 – Owl Village
- 2024 – Hellbomb
- 2024 – The Unknown Title Song
- 2024 – Game Over
- 2025 – The Auxarachnid

### Con i Facing Death
Demo
- 2005 – Facing Death

### Con i Subcyde
Album in studio
- 2007 – Subcyde

### Con i Feared
Album in studio
- 2007 – Feared
- 2011 – Rejects
- 2012 – Refeared
- 2013 – Furor Incarnatus
- 2013 – Vinter
- 2015 – Synder
- 2017 – Svart

Raccolte
- 2016 – Reborn

EP
- 2008 – Feared

Split
- 2014 – Elemental Nightmares II (con Satyros, Montecharge e Dead River Runs Dry)

Singoli
- 2024 – Song of the Dead

### Con gli Scarpoint
Album in studio
- 2011 – Mask of Sanity

### Con i Six Feet Under
Album in studio
- 2013 – Unborn

### Con i The Haunted
Album in studio
- 2014 – Exit Wounds
- 2017 – Strength in Numbers
- 2025 – Songs of Last Resort

EP
- 2014 – Eye of the Storm

Singoli
- 2014 – Eye of the Storm
- 2014 – Time (Will Not Heal)
- 2014 – Cutting Teeth
- 2017 – Brute Force
- 2017 – Spark
- 2017 – Preachers of Death
- 2025 – Warhead